# چشمان اسپانیایی
چشمان اسپانیایی (انگلیسی: Spanish Eyes) فیلمی در ژانر موزیکال به کارگردانی جی. بی. ساموئلسون است که در سال ۱۹۳۰ منتشر شد. از بازیگران آن می‌توان به دونالد کالتروپ و آنتونی ایرلند اشاره کرد.